# Кошанколь
Кошанколь (каз. Қошанкөл) — село в Казталовском районе Западно-Казахстанской области Казахстана. Административный центр Кошанколского сельского округа. Находится примерно в 40 км к северо-западу от села Казталовка. Код КАТО — 274857100.

## География
Село расположено в 1,5 км к западу от реки Малый Узень, по которой в окрестностях села проходит казахстанско-российская граница.

## Население
В 1999 году население села составляло 1619 человек (836 мужчин и 783 женщины). По данным переписи 2009 года в селе проживали 1473 человека (777 мужчин и 696 женщин).

## Уроженцы
- Таспихов, Амангельды Сатыбалдиевич — депутат Сената Парламента Республики Казахстан (1998—2002).